# Робертс, Мишель
Мишель Бриджит Робертс (англ. Michèle Roberts; род. 20 мая 1949[…], Буши, Хартфордшир) — британская писательница, романистка и поэтесса.

## Биография
Робертс родилась в семье французской католической учительницы Моник Колль и английского протестанта Реджинальда Робертса в Буши, Хартфордшир, но выросла в Эджвере, Мидлсекс. Получила образование в монастыре, рассчитывая стать монахиней, затем изучала английский язык в Сомервиль-колледже в Оксфорде, где утратила веру. Также училась в Университетском колледже Лондона, готовясь стать библиотекарем. Работала в Британском совете в Бангкоке с 1973 по 1974 год.
Активно участвуя в социалистической и феминистской политике (Движение за освобождение женщин) с начала 1970-х годов, она создала писательский коллектив вместе с Сарой Мейтланд, Мишелин Вандор и Зои Фэйрбэрнс. В это время Робертс была редактором поэтической части в феминистском журнале Spare Rib (1975-77), а затем в City Limits (1981-83). Её первый роман A Piece of the Night был опубликован в 1978 году. В 1992 году ее роман «Дочери дома» был включен в шорт-лист Букеровской премии и получил премию WH Smith Literary Award в 1993 году.
Книга «Бумажные дома» — мемуары о её жизни с 1970 года — была опубликована в 2007 году: «Опираясь на свои дневники того периода, она вспоминает более политическую, хотя и гедонистическую эпоху радикального феминизма, коммун и демонстраций. А также дружбу, которую она завела и сохранила с тех пор, в частности с такими писательницами-феминистками, как Сара Мейтланд, Мишелин Вандор и Элисон Фелл». Робертс также занимается самоанализом влияния католицизма её англо-французской семьи («монахиня в моей голове, эта чудовищная мать-настоятельница»), который оставался плодотворным источником, даже когда она реагировала на его открытые доктрины. Изучение Лондона, различных районов и домов, в которых она жила, шло параллельно с ее становлением как писательницы. Писать для неё «означало отправляться в неизвестность и переживать приключения», а также «свидетельствовать о чужих историях и своих собственных».
В своей работе «Негативная способность: Дневник выживания» Робертс описывает кризисный период, наступивший после того, как издатель и агент отклонили роман, который она писала. Название взято из цитаты Китса.
Робертс является почётным профессором в Университете Восточной Англии, где преподаёт творческое письмо и в течение нескольких лет была приглашённым профессором писательского мастерства в Ноттингемском университете Трента.
В 1999 году Робертс была избрана членом Королевского литературного общества. Является кавалером Ордена Искусств и литературы, присуждаемого французским правительством, но отказалась от получения Ордена Британской империи из-за своих республиканских взглядов.

## Произведения
- A Piece of the Night, 1978
- The Visitation, 1983
- The Wild Girl (also known as The Secret Gospel of Mary Magdalene), 1984
- The Book of Mrs Noah, 1987
- In the Red Kitchen, 1990
- Daughters of the House, 1992
- Flesh & Blood, 1994
- Impossible Saints, 1998
- Fair Exchange, 1999
- The Looking Glass, 2000
- The Mistressclass
- Reader, I Married Him
- Ignorance, 2012
- The Walworth Beauty, 2017
- Cut Out, 2021